# Verzorgingsplaats Dorno
De Verzorgingsplaats Dorno is een verzorgingsplaats in Italië langs de A7 tussen Milaan en Genua.
De verzorgingsplaats is geopend op 11 mei 1964 en is het zevende brugrestaurant dat door de Italiaanse keten Pavesi ingebruik werd genomen. Architect Carlo Casati ontwierp het restaurant speciaal voor deze locatie en paste voor de overspanning voor het eerst voorgespannen beton toe. De bouw begon in 1961 over de toen nog vierbaansweg. Het restaurant kreeg aan beide uiteinden een los trappenhuis dat met korte bruggen met het brugrestaurant werd verbonden. Het restaurant is 100 meter lang en 16 meter breed en bevindt zich op 7 meter boven het wegdek. Aanvankelijk was het gebruik van beton duidelijk zichtbaar, maar later is het geschilderd en zijn oranje lamellen aangebracht. Inmiddels de weg zesbaans en is Pavesi opgegaan in de keten Autogrill, de tankstations worden nog wel steeds geëxploiteerd door Shell en Esso.